# Masdevallia zumbae
Masdevallia zumbae är en orkidéart som beskrevs av Carlyle August Luer. Masdevallia zumbae ingår i släktet Masdevallia och familjen orkidéer. Inga underarter finns listade i Catalogue of Life.